# 大在駅
大在駅（おおざいえき）は、大分県大分市大字政所にある、九州旅客鉄道（JR九州）日豊本線の駅である。

## 歴史

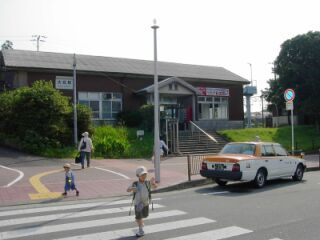
旧駅舎（2003年8月）

- 1924年（大正13年）[4]11月25日：鉄道省が開設[5][7]。
- 1943年（昭和18年）：2代目駅舎に改築[4]。
- 1972年（昭和47年）2月25日：貨物取扱廃止[5]。
- 1984年（昭和59年）2月1日：荷物扱い廃止[5]。
- 1987年（昭和62年）4月1日：国鉄分割民営化により九州旅客鉄道が継承[5]。
- 1998年（平成10年）9月14日：駅よりホームに沿って西側踏切へ短絡する通路新設[8]。
- 2003年（平成15年）2月1日：1番線の一線スルー運用開始。
- 2005年（平成17年）
  - 3月13日：3代目駅舎に改築し、供用開始[4]。
  - 3月21日：南北自由通路となる陸橋が完成し、供用開始[4]。
- 2009年（平成21年）3月14日：当駅に特急「ソニック」（佐伯駅発着）2往復停車開始。
- 2012年（平成24年）12月1日：ICカードSUGOCAの利用を開始[9]。
- 2018年（平成30年）3月17日：当駅停車の特急「ソニック」が1往復となり、代わって上り1本のみ「にちりん」（佐伯始発大分行き）が停車開始。
- 2020年（令和2年）JR大在駅バリアフリー化工事が行われる
- 2023年（令和5年）7月1日：駅遠隔案内システム（Smart Support Station）「ANSWER」の導入に伴い終日無人化[10][11]。

## 駅構造
単式ホーム1面1線と島式ホーム1面2線、合計2面3線のホームを持つ地上駅。互いのホームは跨線橋で連絡している。駅舎は2005年に改築された鉄骨造平屋建（約70 m2）で屋根は波を、窓は泡をイメージしたデザインとなっている。従来より北側に設置されている駅舎から駅南側にある日本文理大学へは大きく迂回する必要があり、駅西側の踏切からホームへ直接出入りする学生がいたため短絡通路を設置していた。その後、3代目駅舎建設時に南北自由通路となる陸橋を建設し、利便性の向上が図られた。
無人駅である。2023年6月30日まではJR九州サービスサポートが駅業務を受託する業務委託駅であり、みどりの窓口が設置されていた。2012年12月1日にSUGOCAを導入、発売も行っている。当初は2018年3月17日に牧駅 - 幸崎駅間に駅遠隔案内システム「ANSWER」を導入した上で当駅を無人化する予定であったが、高城駅 - 坂ノ市駅間に関しては「ANSWER」導入は一旦見送られた。その後、2023年7月1日に高城駅・鶴崎駅・坂ノ市駅と共に「ANSWER」が導入された。

### のりば
| のりば | 路線      | 方向 | 行先           | 備考           |
| ------ | --------- | ---- | -------------- | -------------- |
| 1・2   | ■日豊本線 | 下り | 佐伯・延岡方面 |                |
| 1・2   | ■日豊本線 | 上り | 大分・小倉方面 |                |
| 3      | ■日豊本線 | 上り | 大分・小倉方面 | 当駅始発の一部 |

付記事項
- 1番のりばが一線スルーとなっているため、行違いのない限りは上下線とも1番のりばを使用する。
- 通過列車を待ち合わせる場合には、上下線とも2番のりばを使用する。
- 停車列車同士の行違いの場合は、下りが1番のりば、上りが2番のりばを使用する。
- 3番のりばは定期列車では当駅始発の一部列車が使用する程度であるが、臨時列車、貨物列車の待避に使われることがある。
- 朝・夕方に当駅を始発・終着とする普通列車（平日は上り3本・下り2本、土休日は2往復）が設定されている。

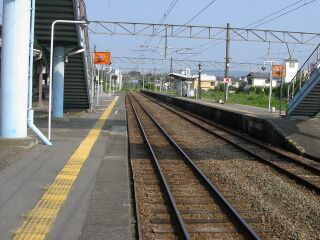
構内（2003年8月）

### 現存しない構造物
- 1番線の東側には2本の貨物側線、3番線の南側は3本の留置線が敷設されていた。現在は整地されて駐車場・駐輪場となっている。

留置線および貨物側線は同駅から分岐していた朝日珪酸工業専用線および坂ノ市駅手前の王ノ瀬で分岐していた東京第二陸軍造兵廠坂ノ市製造所専用線（現在の旭化成大分工場に至る）に使用されていた設備である。
なお、上記専用線が廃止された後の留置線には、ED76形電気機関車, 50系客車等が留置されていた。その後、台車が腐食し現地で解体撤去され、佐伯までの高速化に伴う1番線の一線スルー化の際に、留置線に至る分岐器が撤去された。

## 利用状況
2023年（令和4年）度の1日平均乗車人員は2,118人である。
| 乗車人員推移 | 乗車人員推移 |
| 年度         | 1日平均人数  |
| ------------ | ------------ |
| 2000年       | 1,245        |
| 2001年       | 1,203        |
| 2002年       | 1,182        |
| 2003年       | 1,230        |
| 2004年       | 1,304        |
| 2005年       | 1,415        |
| 2006年       | 1,476        |
| 2007年       | 1,526        |
| 2008年       | 1,599        |
| 2009年       | 1,626        |
| 2010年       | 1,668        |
| 2011年       | 1,688        |
| 2012年       | 1,734        |
| 2013年       | 1,873        |
| 2014年       | 1,865        |
| 2015年       | 2,053        |
| 2016年       | 2,061        |
| 2017年       | 2,160        |
| 2018年       | 2,178        |
| 2019年       | 2,200        |
| 2020年       | 1,730        |
| 2021年       | 1,789        |
| 2022年       | 1,972        |
| 2023年       | 2,118        |

## 駅周辺

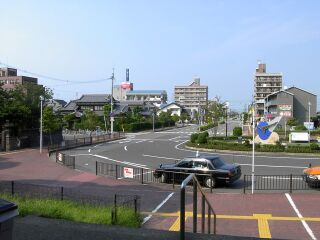
駅前（2003年8月）

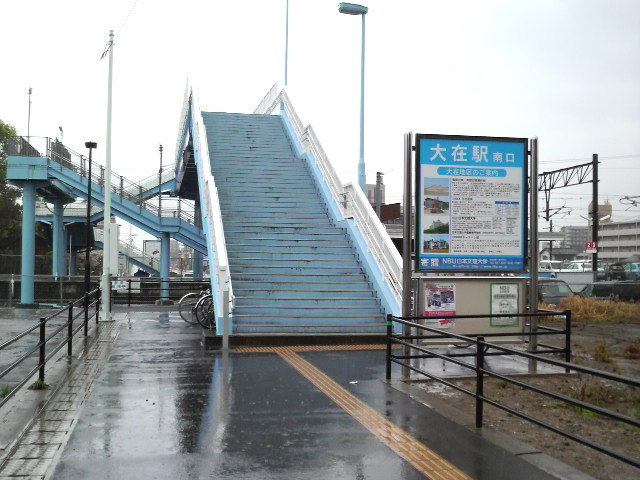
南口（2008年4月）

新興住宅地が大半を占める。1980年代前半まではススキと葦の埋め尽くす湿地帯が馬刀貝等を採取する人達で賑わう砂浜まで続いていた。現在砂浜は臨海工業地帯に変わり見る影も無い。北西 - 南東方向に走るJR日豊線の北側は駅の表とされ南側は裏側とされる。
- 駅北側
  - タクシー乗り場。車で約5分の所に大分医療センター（旧国立大分病院）があり、それなりに需要もある事から、急な降雨等の場合を除いて常時タクシーが待機している。夜間は大分方面からの電車が到着する時刻には数台が待機している。
  - 駅前ロータリー左手には住吉神社があり[1]、古墳から出土した石棺が安置されている。
  - バス路線。大分バス大分・佐賀関線の大在駅前停留所があるが、駅前広場ではなく2分ほど歩いた大分銀行前に設置されている。
  - 大分市役所大在支所（徒歩約2分）
  - 大在郵便局
  - 大分銀行大在支店。豊和銀行大在支店。大分みらい信用金庫大在支店。いずれも徒歩約2分。
  - 天然温泉 ホテルトパーズ大在駅前
- 駅南側
  - 国道197号が線路と並走しており、表側に延びる旧国道沿いよりも繁華である。
  - 行政区画上は隣の坂ノ市になるが丘の上に日本文理大学があり[8]、学生向けのアパート等が林立している。同じ大分県内の大分大学前駅や別府大学駅と違って駅名に大学の名前が無いものの、日本文理大学の最寄り駅である。また、駅前から大学の運行するシャトルバスが発着している。

## 隣の駅
九州旅客鉄道（JR九州）
■日豊本線
- 特急「ソニック」停車駅
- 特急「にちりん」一部停車駅

■普通
鶴崎駅 - 大在駅 - 坂ノ市駅